# Vito Crimi
Vito Claudio Crimi (né le 26 avril 1972 à Palerme) est un homme politique italien, membre du Mouvement 5 étoiles, sénateur et ancien président du groupe parlementaire au Sénat.

## Biographie
Le 12 juin 2018, il est nommé secrétaire d'État à la présidence du Conseil des ministres, délégué à l'Édition, dans le premier gouvernement de Giuseppe Conte. Il exerce la fonction de vice-ministre de l'Intérieur dans le deuxième gouvernement Conte.
Le 22 janvier 2020, après la démission de Luigi Di Maio, il lui succède à titre intérimaire à la tête du Mouvement 5 étoiles.